# Run to You (Roxette-dal)
A Run to You című dal a svéd Roxette 4. kimásolt kislemeze a Crash! Boom! Bang! című stúdióalbumról, mely mérsékelt siker volt. Finnországban a 21. helyre került, miközben Belgiumban, Skóciában, Svájcban, és az Egyesült Királyságban a 40. helyig jutott. Ez volt az utolsó kislemeze a duónak, mely az ausztrál kislemezlistára felkerült. Ott is csupán a 49. helyet sikerült megszereznie.

## A dal összetétele
Az Ultimate Guitar című szaklap szerint a "Run to You" egy közepes tempójú dal a maga 99 BPM / perc ütemével. A verse komponálásában a Bm-A-G-A-Bm-A-G-D-Bm, illetve két rövid, az E-D-C szerepel. Az első két kórus G – C – E – D – G – C – G – D áll. A 8 középső rész E – Bm – G – Bm sorozatból áll, melyet az A – D – E – A – D – A – E – Bm – A – E – D zenekari instrumentális rész követ. A végén az outro ismétlődik A – D – E – A – D – A – E mintákkal.

## Videoklip
A videoklipet Jonas Åkerlund rendezte , mely a "Crash! Boom! Bang! Tour turnén rögzített felvételekből, és a koncertkörút felvételeiből áll, melyet az 1994. október 18-i német frankfurti Festhalle-ben vettek fel.

## Megjelenések
Minden dalt Per Gessle írt. kivéve a "Listen to Your Heart" címűt, melyet Gessle Mats Perssonnal írt.
- 7" & MC Single  Egyesült Királyság EMI EM360

1. "Run to You" – 3:39
2. "Love Is All (Shine Your Light on Me)" (Edit) – 4:33

- CD Single  Ausztrália·  Európai Unió EMI 8651292 ·  Egyesült Királyság EMI CDEMS360

1. "Run to You" – 3:39
2. "Don't Believe in Accidents" (Demo, 30 March 1988) – 3:42
3. "Crash! Boom! Bang!" (Demo, 6 May 1993) – 4:15
4. "Almost Unreal" (Demo, February 1993) – 3:25

- CD Single  Egyesült Királyság EMI CDEM360)

1. "Run to You" – 3:39
2. "Listen to Your Heart" (7" Edit) – 4:05
3. "Joyride" (7" Version) – 3:59
4. "How Do You Do!" – 3:12

## Slágerlista
| Slágerlista (1994–95)                 | Legjobb helyezés |
| ------------------------------------- | ---------------- |
| Ausztrália (ARIA)                     | 49               |
| Belgium (Ultratop 50 Flanders)        | 33               |
| Németország (Media Control Charts)    | 51               |
| Iceland (Íslenski Listinn Topp 40)    | 24               |
| Poland Airplay (ZPAV)                 | 5                |
| Skócia (Scottish Singles Top 40)      | 27               |
| Spanish Airplay (AFYVE)               | 21               |
| Svájc (Schweizer Hitparade)           | 31               |
| Egyesült Királyság (UK Singles Chart) | 27               |